# سر وسط

نمای‌فنی ترانسفورماتور با سر-وسط

در الکترونیک سر وسط (انگلیسی: Center tap) نقطه اتصال میانه‌ای است که در سیم‌پیچ ترانسفورماتور یا القاگر یا در طول مقاومت یا پتانسیومتر تعبیه می‌شود. گاهی این نقطه اتصال لزومی ندارد که صرفاً در مرکز قرار گیرد.